# William O'Neal
William O'Neal (Chicago, 9 aprile 1949 – Chicago, 15 gennaio 1990) è stato un criminale statunitense.
È noto per essersi infiltrato, tra il 1968 e il 1969, nel partito delle Pantere Nere di Chicago e per aver contribuito all'assassinio del loro leader, Fred Hampton, da parte della polizia.

## Biografia
William O'Neal nacque e crebbe a Chicago, e durante gli anni dell'adolescenza ebbe le prime schermaglie con la legge. Nel 1967 fu arrestato per furto d'auto dall'agente dell'FBI Roy Martin Mitchell (l'atto costituiva reato federale perché O'Neal, con l'auto rubata, aveva sconfinato dall'Illinois al Michigan). L'anno dopo, l'FBI gli offrì un accordo: in cambio della caduta di tutte le accuse a suo carico e di uno stipendio mensile, O'Neal si sarebbe infiltrato nelle Pantere Nere nel ruolo di informatore. Erano gli anni in cui l'FBI aveva esteso le operazioni COINTELPRO per includere, oltre ai comunisti, anche le organizzazioni femministe e degli attivisti di colore e nativi americani.
O'Neal, quindi, divenne subito collaboratore di Hampton, che all'epoca aveva 20 anni. Gli venne affidato l'incarico di guardia del corpo del leader, e in quanto tale possedeva le chiavi di diverse sedi e case sicure delle Pantere.
Nel 1969, Hampton stava lavorando alla Rainbow Coalition, un'alleanza tra vari gruppi di minoranze nell'area di Chicago, e la polizia era sempre più preoccupata del suo crescente potere politico. Quell'estate, la polizia effettuò varie retate, arrestò molti membri delle Pantere e incendiò la loro sede principale. In seguito, l'FBI richiese a O'Neal di disegnare una piantina dell'appartamento di Monroe Street, Chicago, in cui spesso si riunivano le Pantere, in modo che potessero pianificare un'incursione.
La sera del 3 dicembre 1969, Hampton tenne una lezione di politica in una chiesa locale, seguita da diversi membri delle Pantere. Finita la lezione, lui e altri membri si recarono all'appartamento, e verso mezzanotte mangiarono un pasto cucinato da O'Neal. O'Neal infilò del secobarbital nel bicchiere di Hampton, affinché non si svegliasse durante l'incursione della polizia. O'Neal se ne andò, e verso l'1:30 Hampton si addormentò mentre era al telefono con la madre.
Alle 4:00 del mattino, una squadra di 14 uomini della polizia di Chicago arrivò all'appartamento, e 45 minuti dopo fecero irruzione. Come prima cosa uccisero l'attivista Mark Clark, che faceva la guardia nell'atrio armato di fucile. La polizia poi fece uscire tutti gli occupanti dall'appartamento, ferendone molti, e si recò in camera di Hampton. I testimoni dichiararono di aver udito due spari, presumibilmente quelli che uccisero Hampton. Un'inchiesta avvenuta l'anno dopo stabilì che gli omicidi di Clark e Hampton da parte della polizia erano incidentali. Anni dopo alcuni sopravvissuti e parenti di Hampton intentarono una causa civile e nel 1982 nove di essi ricevettero un risarcimento complessivo di 1,82 milioni di dollari USA, pagati in parti uguali dalla contea di Cook, dalla città di Chicago e dal governo federale USA.
L'indagine balistica rilevò che mentre la polizia aveva sparato fino a 99 colpi durante l'incursione, le Pantere ne spararono solo uno, che colpì il soffitto.
Il coinvolgimento di O'Neal nell'incursione fu rivelato nel 1973, e l'uomo fu trasferito in California con il falso nome di William Hart grazie al programma federale di protezione testimoni degli Stati Uniti. Tornò segretamente a Chicago nel 1984.
Il 13 aprile del 1989, O'Neal fu intervistato per il documentario, prodotto dalla PBS, Eyes on the Prize II, dedicato al movimento dei diritti civili statunitense. Durante l'intervista, O'Neal raccontò la sua versione dei fatti, parlando della sua relazione con l'agente dell'FBI Roy Mitchell e con Fred Hampton e le Pantere. Negò di aver drogato Hampton la notte del suo assassinio e di essere mai stato fedele alle Pantere Nere.
Nelle prime ore del mattino del 15 gennaio 1990, dopo aver visitato suo zio Ben Heard la sera prima, O'Neal si gettò in mezzo al traffico della superstrada Interstate 290, dove fu investito e ucciso da un'auto. La sua morte fu dichiarata suicidio, anche se la moglie di O'Neal negò questo fatto. Ben Heard raccontò che anche la sera prima il nipote, ubriaco, aveva tentato di gettarsi dalla finestra, ma Heard glielo aveva impedito. Heard imputò il suicidio al senso di colpa derivato dalla collaborazione di O'Neal con l'FBI, e aggiunse anche che pochi mesi prima della morte aveva già tentato di gettarsi nel traffico della Interstate 290 ed era stato investito da un veicolo, ma sopravvisse.

## Nella cultura di massa
William O'Neal è interpretato da Lakeith Stanfield nel film del 2021 Judas and the Black Messiah di Shaka King., che esplora il ruolo giocato da O'Neal nell'uccisione di Fred Hampton, interpretato da Daniel Kaluuya. Entrambi gli attori  sono stati candidati all'Oscar al miglior attore non protagonista, vinto da Kaluuya.